# 波佩柳希
48°41′0″N 27°39′34″E / 48.68333°N 27.65944°E
波佩柳希（烏克蘭語：Попелюхи），是烏克蘭的村落，位於該國西南部文尼察州，由莫希利夫-波季利斯基區負責管轄，面積1.96平方公里，海拔高度264米，2001年人口421，人口密度每平方公里214.47人。